# Gwyllion
Gwyllion was een Belgische metalband uit Kortrijk (2003-2009). De groep bracht een mengeling van power, gothic en symfonische metal.

## Biografie
Gwyllion werd in de herfst 2003 opgericht door Annelore Vantomme en Wouter Debonnet. De band combineert powermetal, gothic metal en symfonische metal.
In 2007 wordt de eerste cd uitgebracht met de titel "Awakening the Dream". Dit album werd uitgebracht in Europa door Gwyllion zelf, en in Japan door Rubicon Music. De cd krijgt goede kritieken van onder andere Mindview. Dat jaar verzorgt Gwyllion ook het voorprogramma van o.a. After Forever, D:S:O en Haggard.
De productie van het tweede album, 'The Edge of All I Know', wordt in de zomer van 2008 in Zweden verzorgd door Jens Bogren. In het najaar van 2008 tekent de band een deal met Black Bards Entertainment (Duitsland) om het album uit te brengen in Europa, en met Rubicon Music om het uit te brengen in Japan.
Net voor het uitbrengen van de CD in 2009, verlaat Vantomme de groep. Vrij snel vinden de bandleden een andere zangeres, Ann Van Rooy, waarna de cd-release plaatsvindt.
Later dat jaar speelt Gwyllion ook op Celtic Rock Open Air in Duitsland, met onder andere Korpiklaani. In de herfst van datzelfde jaar beslissen Van Rooy en Gwyllion om de samenwerking stop te zetten. Kort daarop werd intern besloten om het project Gwyllion op te doeken.
Enkele van de leden zijn nu actief in andere projecten. Zo starten Martijn en Wouter Dyscordia, terwijl Thomas zich aansloot bij Immanent Distance. Steve werd eerst door Fireforce gerekruteerd maar verkaste dan naar Blaze Bayley (ex- Iron Maiden) en Tim Owens (ex- Judas Priest & Iced Earth) . Na dit avontuur stapte hij weer even naar Fireforce. Daarna werkte hij vooral achter de schermen.

## Leden
- Martijn Debonnet − gitaar en zang (2003-2009)
- Steve Deleu − gitaar (2007-2009)
- Thomas Halsberghe − basgitaar (2003-2009)
- Joris Debonnet − keyboard en zang (2003-2009)
- Wouter Debonnet − drums (2003-2009)

Voormalige leden:
- Valerie Vanhoutte − zang (2004-2006)
- Annelore Vantomme − zang (2003,2007-2009)
- Ann Van Rooy − zang (2009)

Andere:
- Dieter 'Heavy-D' Bossaerts − geluidstechnicus
- Koen Couckuyt − lichttechnicus

## Discografie
- Forever Denying The Never (demo, augustus 2004).
- Awakening the Dream (eigen beheer, maart 2007)
- The Edge of All I Know (Black Bards Entertainment, maart 2009)